# Cantone di Saint-Girons
Il Cantone di Saint-Girons era una divisione amministrativa dell'arrondissement di Saint-Girons.
A seguito della riforma approvata con decreto del 18 febbraio 2014, che ha avuto attuazione dopo le elezioni dipartimentali del 2015, è stato soppresso.

## Composizione
Comprendeva i comuni di:
- Alos
- Castelnau-Durban
- Clermont
- Encourtiech
- Erp
- Esplas-de-Sérou
- Eycheil
- Lacourt
- Lescure
- Montégut-en-Couserans
- Moulis
- Rimont
- Rivèrenert
- Saint-Girons